# Stenoterommata grimpa
Stenoterommata grimpa là một loài nhện trong họ Nemesiidae.
Stenoterommata grimpa được miêu tả năm 2008 bởi Indicatti.